# Lex Manilia
La lex Manilia est une loi romaine votée en -66. Elle fut proposée par le tribun de la plèbe Caius Manilius, et attribuait à Pompée un imperium en Asie Mineure afin de défaire Mithridate VI, roi du Pont, qui s'opposait à Rome.

## Contexte
En -74, quelques années après la victoire de Rome lors de la première guerre mithridatique, Mithridate envahit la province romaine de Bithynie. Lucius Licinius Lucullus, proche de Sylla et gouverneur de la province d'Asie, l'affronte alors à plusieurs reprises. Mithridate s'enfuit en Arménie où il noue une alliance avec le roi Tigrane. Lucullus le poursuit mais ses troupes se mutinent à trois reprises entre -68 et en -67. Malgré son succès auprès des provinciaux (grâce à sa gestion financière), son impopularité auprès de ses soldats l'oblige à regagner Rome.
Au même moment Pompée, dont la position a été renforcée grâce à son succès contre les pirates de Méditerranée (lex Gabinia de -67) se fait remettre l'imperium de Lucullus pour la guerre contre Mithridate par le biais de la lex Manilia.

## Lex Manilia
La loi fut proposée en -66 par le tribun de la plèbe Caius Manilius, permettant à Pompée d'obtenir le commandement pour affronter Mithridate. Le projet fut bien accueilli, notamment par d'anciens consuls (contrairement à la lex Gabinia de -67) mais aussi par Cicéron. Préteur cette année-là, il soutint la loi et rédigea le discours Pro lege Manilia aussi connu sous le nom De Imperio Cn.Pompei. Certains cependant s'opposèrent à ce projet, comme c'est le cas de Quintus Hortensius Hortalus (consul en -69) et Quintus Lutatius Catulus (consul en -78). La loi fut néanmoins acceptée à l'unanimité par les comices et Pompée reçut un imperium sur l'ensemble de l'Orient Romain pour combattre Mithridate.

## Conséquences
En très peu de temps, Pompée vainc Mithridate et Tigrane. Tigrane se soumet tandis que Mithridate s'enfuit en Colchide où il se suicidera en -63. Les expéditions de Pompée furent un véritable succès dont il tira le bénéfice. Ainsi, même si son imperium ne le permettait pas, Pompée profita de la situation pour continuer ses expéditions au-delà de la province, notamment en Syrie et jusqu'à Jérusalem.
La lex Manilia augmenta les pouvoirs de Pompée qui étaient déjà considérables après la lex Gabinia. Cette concentration de pouvoir était auparavant tout à fait exceptionnelle sous la République.

## Sources
- Cicéron, De Imperio Cn. Pompei
- Plutarque, Vie de Pompée